# The Climber
Pour plus de détails, voir Fiche technique et Distribution.
The Climber est un film muet américain réalisé et interprété par Henry King, sorti en 1917.

## Synopsis
William Beerdheim Van Broon, le descendant d'une vieille famille respectée, travaille dans les bas-fonds de la ville au bowling de Tom Tarney. Un jour, William met quelqu'un k.-o., et Tarney entrevoit les possibilités pugilistiques de William et le fait s'entraîner pour combattre Buck Stringer, le champion local. La sœur de Buck, Madelyn, et son frère, Grafton, travaillent pour Bruce Crosby, et veulent le faire chanter. Quand un des pneus de la voiture de Crosby et de sa sœur Eva crève alors qu'ils sont dans les bas quartiers, Buck et son gang les insulte jusqu'à ce que William les repousse avec ses poings. Eva invite William chez elle et ils deviennent bientôt attachés l'un à l'autre. Mais, quand William, qui combat sous le pseudonyme de "Brown", bat Buck dès le premier round, Crosby, indigné, découvre que William est un boxeur. Bien que cela déplaise aussi à Eva, elle se range du côte de William quand, après avoir sauvé Crosby du complot de Madelyn et Grafton, il est accusé d'en être le complice. Plus tard, l'avocat de sa famille voit le portrait de William dans le journal et lui apprend qu'il hérite de plusieurs millions de dollars.

## Fiche technique
- Titre original : The Climber
- Réalisation : Henry King
- Scénario : Lela Leibrand[1]
- Production : H.M. Horkheimer, E.D. Horkheimer
- Société de production : Falcon Features
- Société de distribution : General Film Company
- Pays de production :  États-Unis
- Langue : anglais
- Format : Noir et blanc - 35 mm - 1,37:1 - Muet
- Genre : drame
- Durée : 40 minutes
- Date de sortie :
  - États-Unis : 28 septembre 1917[2]

## Distribution
- Henry King : William Beerdheim Van Broon
- Jack McLaughlin : Bruce Crosby
- T.H. Gibson Gowland : Buck Stringer
- Bert Ensminger : Grafton
- Charles Blaisdell : Tom Tarney
- James Kerr : Sweeney
- Bruce Smith : Slats O'Keefe
- Frank Erlanger : « Happy »
- Lucille Pietz : Eva Crosby
- Leah Gibbs : Ethel Crosby
- Arma Carlton : Madelyn Rosseau
- Mollie McConnell : Mme Crosby
- Ruth Lackaye : Mme Tarney